# Milchmaa
Milchmaa (* 1984 in Chur; bürgerlich Goran Vulović) ist ein Schweizer Rapper.

## Biografie
Milchmaa, serbisch-schweizerischer Doppelbürger, wuchs im Churer Rheinquartier auf. 2001 schrieb er seine ersten eigenen Texte. 2004 erschien die Debüt-EP Balkan Troubles, ein Jahr später Podrum I. 2006 und 2007 erschienen die Nachfolger und vollendeten so die Trilogie. Daneben gilt Milchmaa auch als versierter Battle-Rapper; so siegte er 2008 beim Fight Club-Battle in Zürich. Im selben Jahr erreichte er den 3. Platz beim inoffiziellen Schweizer Freestylewettbewerb Ultimate MC Battle Vol. VI. Daneben fiel Milchmaa vor allem durch die häufige Zusammenarbeit mit Schweizer Rappern auf wie Gimma, Breitbild oder Baze auf. 2010 gewann er den Kulturförderpreis der Stadt Chur.
Milchmaa studierte in Zürich Geschichte und Germanistik und ist momentan als Geschichts- und Deutschlehrer angestellt.

## Diskografie

### Alben
- 2004: Balkan Troubles (EP)
- 2005: Podrum I (EP)
- 2006: Podrum II (EP)
- 2007: Podrum III (EP)
- 2010: Jugo Tempo Ghettoblaster Vol. 1 (Freedownloadmixtape mit DJ Redrum)
- 2013: -ić (LP)
- 2013: Podrum IV (EP)
- 2021: -muat (LP)